# Бурхан, Касем
Касем Абдулхамед Бурхан (араб. قاسم برهان‎, 15 декабря 1985, Дакар, Сенегал) — катарский футболист, вратарь. В настоящее время выступает за команду «Аль-Гарафа».

## Карьера
Бурхан родился в Сенегале, но на раннем этапе карьеры переехал в Катар и получил гражданство этой страны. Игрок сборной Катара. Впервые на международной арене сыграл на кубке Азии 2004 против Бахрейна под руководством тренера Саида Аль-Миснада. Был основным вратарём сборной на кубке Азии 2011.
Бурхан стал Вратарём турнира на Кубке Персидского залива 2014 в Саудовской Аравии, успешно отыграв этот титулт у вратаря сборной Омана Али аль-Хабси, который завоёвывал этот титул на последних четырёх турнирах. На кубке Азии 2015 был основным вратарём сборной, несмотря на неудачный сезон 2014/2015 в клубе.